# Conus damottai
Espèce
Statut de conservation UICN

 LC  : Préoccupation mineure
Conus damottai est une espèce de mollusques gastéropodes marins de la famille des Conidae.
Comme toutes les espèces du genre Conus, ces escargots sont prédateurs et venimeux. Ils sont capables de « piquer » les humains et doivent donc être manipulés avec précaution, voire pas du tout.

## Description
La taille d'une coquille adulte varie entre 16 mm et 30 mm.

## Distribution
Cette espèce est présente dans l'archipel du Cap-Vert, dans l'océan Atlantique oriental. La sous-espèce Conus damottai galeao se trouve uniquement au large de l'île de Maio (Baía do Galeão, Baía do Navio Quebrado) ; la sous-espèce Conus damottai damottai uniquement au large de l'île de Boa Vista. 

### Niveau de risque d’extinction de l’espèce
Selon l'analyse de l'UICN réalisée en 2011 pour la définition du niveau de risque d'extinction, cette espèce est endémique aux îles du Cap-Vert. Il existe actuellement deux sous-espèces, l'une se trouvant sur Boavista et l'autre sur l'île Maio. Les deux sous-espèces sont considérées séparément, en attendant d'autres informations sur leur statut taxonomique. La sous-espèce Conus damottai damottai se trouve uniquement dans le nord-est de l'île de Boavista autour de la zone de Baía das Gatas (5 km de côte) et également dans le nord autour de Derrubado (1 km de côte), soit une zone d'occupation totale (12 km2). Il existe des signalements supplémentaires dans trois localités de Boavista. La sous-espèce Conus damottai galeao se trouve uniquement sur la côte nord de l'île Maio, à Baíado Navio Quebrado et à la Baía do Galeão adjacente, qui comprennent ensemble environ 9 km de côte (Monteiro et al. 2004). Il existe des enregistrements de trois ou quatre sous-populations dans les baies et il est associé à des anthrozoaires mous de l'île Maio. Les deux sous-espèces, ainsi que l'espèce, sont considérées comme étant de préoccupation mineure en raison de l'absence de menaces sur les habitats des deux îles et du faible niveau de prélèvement pour le commerce de spécimens de coquilles.

## Taxonomie

### Publication originale
L'espèce Conus damottai a été décrite pour la première fois en 1979 par le malacologiste portugais Herculano Trovão (d) dans la publication intitulée « Amphitrite »,.

### Synonymes
- Africonus damottai (Trovão, 1979) · appellation alternative
- Africonus damottai damottai (Trovão, 1979) · appellation alternative
- Africonus derrubado (Rolán & F. Fernandes, 1990) · non accepté
- Africonus diegoi T. Cossignani, 2014 · non accepté
- Africonus pinedensis T. Cossignani & Fiadeiro, 2017 · non accepté (combinaison originale)
- Africonus purvisi T. Cossignani & Fiadeiro, 2017 · non accepté (combinaison originale)
- Africonus roquensis T. Cossignani & Fiadeiro, 2015 · non accepté
- Africonus umbelinae T. Cossignani & Fiadeiro, 2014 · non accepté
- Conus (Lautoconus) damottai Trovão, 1979 · appellation alternative
- Conus (Lautoconus) derrubado Rolán & F. Fernandes, 1990 · non accepté
- Conus (Lautoconus) diegoi (T. Cossignani, 2014) · non accepté
- Conus damottai damottai Trovão, 1979 · non accepté
- Conus derrubado Rolán & F. Fernandes, 1990 · non accepté
- Conus diegoi (T. Cossignani, 2014) · non accepté
- Conus purvisi (T. Cossignani & Fiadeiro, 2017) · non accepté

### Sous-espèces
- Conus damottai damottai Trovão, 1979, accepté en tant que Conus damottai Trovão, 1979
- Conus damottai galeao Rolán, 1990, accepté en tant que Conus galeao Rolán, 1990

## Identifiants taxonomiques
Chaque taxon catalogué par les bases de données biologiques et taxonomiques possède un identifiant qui permet d'établir un point de référence. Les identifiants de Conus damottai dans les principales bases sont les suivants :
BOLD : 901002 - CoL : XX9H - GBIF : 5728247 - iNaturalist : 150329 - IRMNG : 10833159 - TAXREF : 153724 - UICN : 192631 - WoRMS : 224826